# 용융염 배터리

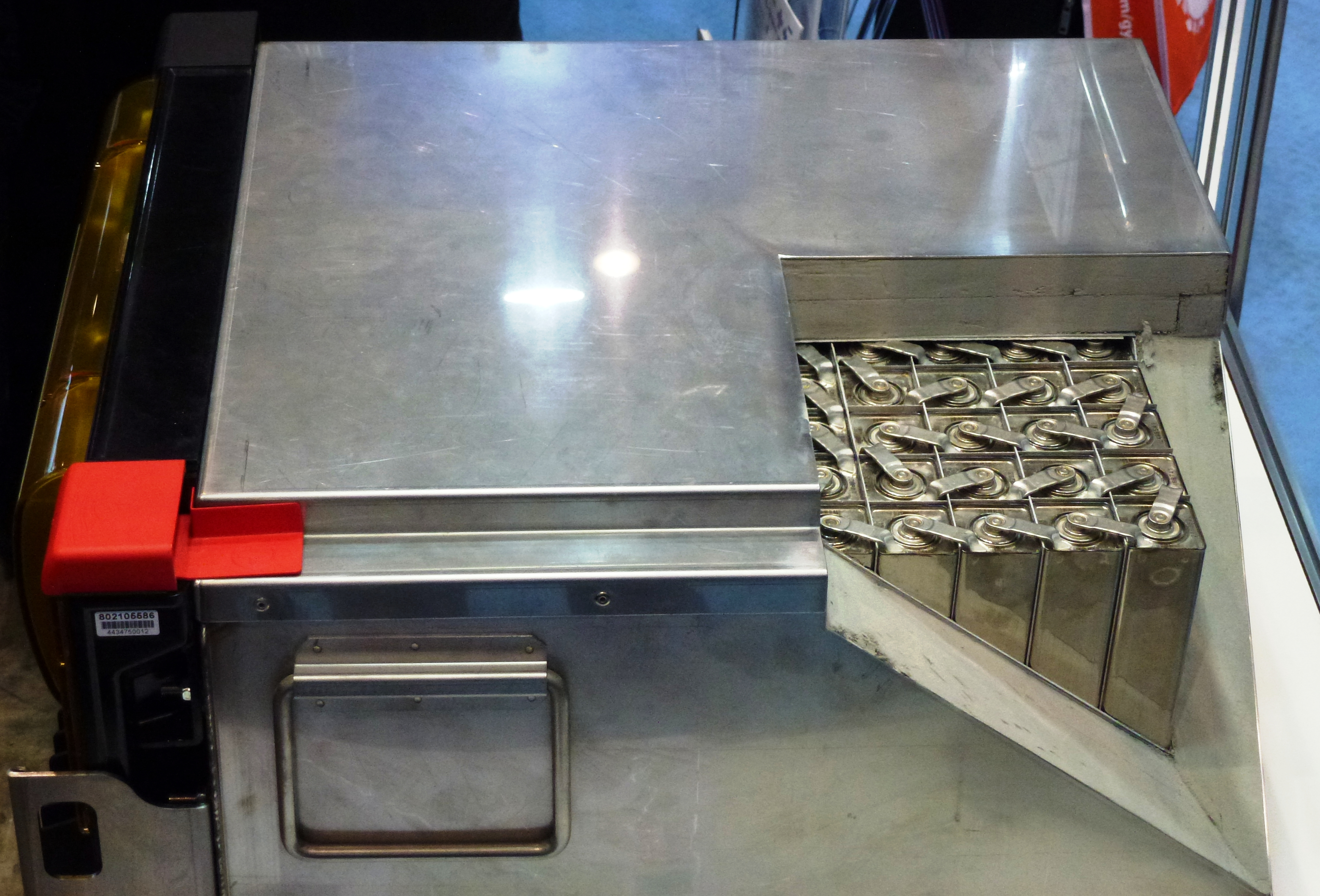
FZSoNick 48TL200

용융염 배터리(Molten-salt battery)는 용융염을 전해질로 사용하고 높은 에너지 밀도와 높은 전력 밀도를 모두 제공하는 배터리의 한 종류이다. 기존의 비충전식 열 배터리는 가열에 의해 활성화되기 전에 장기간 실온에서 고체 상태로 보관할 수 있다. 충전식 액체 금속 배터리는 산업용 전원 백업, 특수 전기 자동차 및 그리드 에너지 저장에 사용되어 태양열 패널 및 풍력 터빈과 같은 간헐적 재생 가능 전원의 균형을 맞춘다.

## 역사
열 배터리는 독일 과학자 게오르그 오토 에르브(Georg Otto Erb)가 전해질로 염 혼합물을 사용하여 최초의 실용적인 전지를 개발한 제2차 세계 대전 중에 시작되었다. 에르브는 V-1 비행 폭탄, V-2 로켓, 대포 신관 시스템을 포함한 군용 배터리를 개발했다. 이 배터리 중 어느 것도 전쟁 중에 현장에서 사용되지 않았다. 그 후 에르브는 영국 정보국의 심문을 받았다. 그의 작업은 "열 전지의 이론과 실제"(The Theory and Practice of Thermal Cells)에 보고되었다. 이후 이 정보는 미국 표준국의 미국 병기 개발부로 전달되었다. 이 기술이 1946년 미국에 도착했을 때 이전에 포병 근접 신관에 전원을 공급하는 데 사용되었던 번거로운 액체 기반 시스템을 교체하는 데 즉시 적용되었다. 그들은 제2차 세계 대전 이후부터 핵무기 분야에서 병기 응용 프로그램(예: 근접 신관)에 사용되었다. 1980년대 아르곤 국립 연구소(Argonne National Laboratories)와 다른 연구자들이 전기 자동차에 사용하기 위해 동일한 기술을 연구했다.
2021년 연구에서는 400주기 동안 230°F(110°C)에서 작동하는 셀의 안정적인 작동을 보고했다. 셀은 3.6볼트에서 작동했다. 액체 나트륨 금속은 세라믹 분리기를 통과하여 "음극액"이라고 하는 액체 요오드화나트륨과 염화갈륨의 혼합물에 도달한다. 염화 갈륨의 높은 가격으로 인해 디자인이 상업적으로 사용되지 않을 것으로 예상되었다.

## 같이 보기
- 스마트 그리드